# Championnat du Maroc de futsal
Le Championnat du Maroc de futsal dénommé « Futsal D1 », est une compétition nationale de futsal organisée par la Fédération royale marocaine de football depuis 2009 et précédemment par la Fédération marocaine de Futsal. Il représente le premier échelon de cette discipline au Maroc. Il se déroule annuellement sous forme d'un championnat opposant seize clubs amateurs. Une saison du championnat commence à la fin de l'été et se termine au printemps suivant, à l'issue d'une phase finale. Cette dernière est supprimée à partir de la saison 2019-2020.
L'Ajax Kénitra et le Feth Settat sont les clubs les plus titrés avec huit et six titres chacun. L'Ajax Kénitra détient le record du nombre de titres consécutifs (huit entre 1996 et 2003).

## Histoire
En 1971, l'Ajax Kénitra devient la première équipe marocaine à avoir une équipe de futsal, fondé par Mohammed El Jamaï. Après un grand travail de ce dernier, le premier championnat ramadanien a lieu en 1984 à Kénitra, connaissant la participation de plusieurs autres villes du Maroc. Après ce tournoi, la création du championnat local rehaussé par la participation de seize équipes a finalement lieu. Des seize équipes participantes, seul l'Ajax Kénitra n’a pu lâcher du lest en continuant à exercer avec ses propres moyens. À la suite d'un manque de structure et de concurrence au niveau local, l'Ajax Kénitra s'exporte à l'international à partir de 1989 pour disputer des championnats internationaux en représentant l'équipe du Maroc, qui à cette époque n'est pas encore reconnue en tant qu'équipe officielle.
En 1995, la Fédération marocaine de futsal décide de mettre en place une compétition nationale de futsal dans le but de renforcer l'équipe de l'Ajax Kénitra qui représente l'équipe du Maroc au niveau international. La première édition comprend seize clubs amateurs issus des différentes ligues régionales du Maroc. Les sept premières éditions sont remportés par l'Ajax Kénitra. Une saison plus tard, la Ligue du Chaouia est organisé pour la première fois au complexe Mohammed V de Casablanca.
En 2002, Abdellatif El Afia fonde le club du CS Ajax Tanger qu'il parvient à la faire jouer au niveau de la première division, avec uniquement des joueurs issus de la ville de Tanger. Elle dispute en 2004 la Coupe intercontinentale de futsal et remporte durant la même année, le championnat du Maroc.
En 2009, la Fédération royale marocaine de football (FRMF), présidée à cette époque par Ali Fassi-Fihri se charge de l'organisation du futsal marocain et de ses championnats. Pour une meilleure structuration, la FRMF crée quasiment dix ans plus tard (2019), la Ligue nationale de football diversifiée (LNFD) dont le rôle est de gérer le futsal à l'échelle nationale ainsi que le beach soccer.

## Organisation

### Format de la compétition
| Périodes         | Nom           | Format                  | Nombre d'équipes |
| ---------------- | ------------- | ----------------------- | ---------------- |
| 2009-2011        | Botola Futsal | 2 poules + phase finale | 22 à 24          |
| 2011-2021        | Futsal D1     | Poule unique            | 12               |
| à partir de 2021 | Futsal D1     | Poule unique            | 16               |

Lors des premières éditions, les participants aux Ligues régionales sont divisés en plusieurs groupes.
À la mise en place du championnat du Maroc en 1995, les 16 meilleures équipes sont retenues et réparties en deux groupes. Les trois derniers sont relégués au niveau régional et les premiers de chaque groupe sont qualifiés pour la finale désignant le champion national.
De 2009 à 2011, le championnat se joue en deux phases : régulière et finale. Pour la première, chaque club se rencontre deux fois en tournoi toutes rondes. Les deux derniers sont relégués en D2 pour la saison suivante tandis que les deux premiers de chacune des deux poules (nord et sud) prennent part à la phase finale sous la forme d'un tournoi à élimination directe. En demi-finale, le premier de la phase régulière reçoit, à domicile, le quatrième de même que le second avec le troisième. Les deux vainqueurs s'affrontent en finale pour déterminer le champion du Maroc,.
De 2011 à 2021, la phase finale est supprimée et le championnat est organisé sous forme d'une poule unique de 12 équipes. Les deux derniers sont relégués en division inférieure.
À partir de la saison 2021-2022, le championnat se joue toujours à une seule poule mais passe de 12 à 16 équipes.
À partir de la saison 2022-2023, les équipes classées 13e et 14e s'affrontent à l'issue de la saison régulière dans un match barrage pour le maintien. L'équipe perdante est rétrogradé en D2. Pour ce qui est de la deuxième division, l'équipe qui termine première de la poule nord affronte l'équipe qui finit en tête de la poule sud afin de désigner le champion de D2. Tandis que le deuxième de la poule nord est opposé au deuxième de la poule sud dans une rencontre de barrage à l'issue de laquelle le vainqueur est promu en D1 pour la saison suivante.

### Clubs participants
| Club                          | Création | Nb saisons en D1 | Dernière montée | Entraîneur        | Résultat 2022-2023 | Salle                                |
| ----------------------------- | -------- | ---------------- | --------------- | ----------------- | ------------------ | ------------------------------------ |
| SCC Mohammédia (SCCM)         | 2020     | 3                | 2020            | Fouad Foudi       | 1er                | Salle Ibn Khaldoun, Mohammédia       |
| Loukkous Ksar El Kebir (CLKK) | 2014     | 8                | 2016            | Zakaria Kauiri    | 2e                 | Salle Sadek El Chaoui, Ksar El Kébir |
| Dynamo Kenitra (ACDK)         | 2006     | 14               | 2009            | Adil Sayeh        | 13e                | Salle Al Wahda, Kénitra              |
| CFS Settat (CFSS)             | 2008     | 12               | 2011            |                   | 9e                 | Salle Municipale de Settat           |
| AS Faucon Agadir (ASFA)       | -        | -                | 2015            | Hamid Ennagad     | 3e                 | Salle Naima Sarsar, Agadir           |
| Oussoud Khabazat (AOKHK)      | 2009     | 5                | 2019            | Noureddine Hallaq | 6e                 | Salle Al Wahda, Kénitra              |
| CJ Khouribga (CJK)            | 1998     | -                | 2010            |                   | 12e                | Complexe Moulay Youssef, Khouribga   |
| Raja CA (RCA)                 | -        | -                | 2022            |                   | 16e                | Salle Aïn Sebaâ, Casablanca          |
| Ajax Tetouan (FCAAT)          | -        | -                | -               |                   | 4e                 | Salle Tayeb Bakali, Tétouan          |
| Amal Tit Mellil (ASA2)        | -        | 2                | 2021            |                   | 10e                | Salle Shams El Madina, Tit Mellil    |
| Raja Agadir (RCMA)            | -        | -                | 2021            | Hamid Al-Nakkaz   | 11e                | Salle Naima Sarsar, Agadir           |
| Olympique Tétouan (AOT)       | -        | 1                | 2022            |                   | 8e                 | Salle Tayeb Bakali, Tétouan          |
| Dina Kénitra (DKFC)           | 2011     | -                | 2021            | Driss Talmoust    | 5e                 | Salle Al Wahda, Kénitra              |
| AS Martil (ASM)               | -        | 2                | 2021            |                   | 7e                 | Salle Oum Kalthoum, Martil           |
| Nasr Settat (ANSS)            | -        | 2                | 2021            |                   | 15e                | Salle Municipale de Settat           |
| Lions de Chaouia (ALC)        | -        | 3                | 2020            |                   | 14e                | Salle Municipale de Settat           |

## Palmarès

### Meilleurs buteurs
Le tableau suivant recense les meilleurs buteurs par saison depuis 2015 : 
| Saison    | Joueur             | Club                   | Buts |
| --------- | ------------------ | ---------------------- | ---- |
| 2015-2016 | Achraf Saoud       | Faucon Agadir          | 33   |
| 2016-2017 | Soufiane El Mesrar | Dynamo Kénitra         | 38   |
| 2017-2018 | Achraf Saoud       | Faucon Agadir          |      |
| 2018-2019 | Ayoub Derraza      | Dynamo Kénitra         | 38   |
| 2019-2020 | Otmane Boumezou    | Feth Settat            | 40   |
| 2020-2021 | Hamza Selami       | Dynamo Kénitra         | 41   |
| 2021-2022 | Soufiane Lahlioui  | Dina Kénitra FC        | 40   |
| 2022-2023 | Soufiane Lahlioui  | Loukkous Ksar El Kebir | 46   |
| 2023-2024 | Soufiane Lahlioui  | Loukkous Ksar El Kebir | 43   |
| 2024-2025 | Marouane Ettamari  | ANIS Ben M'Sik         | 36   |